# Sendeanlagen auf der Zugspitze
Die Sendeanlagen auf der Zugspitze versorgen sowohl Österreich als auch Deutschland.

## ORS-Sender Zugspitze

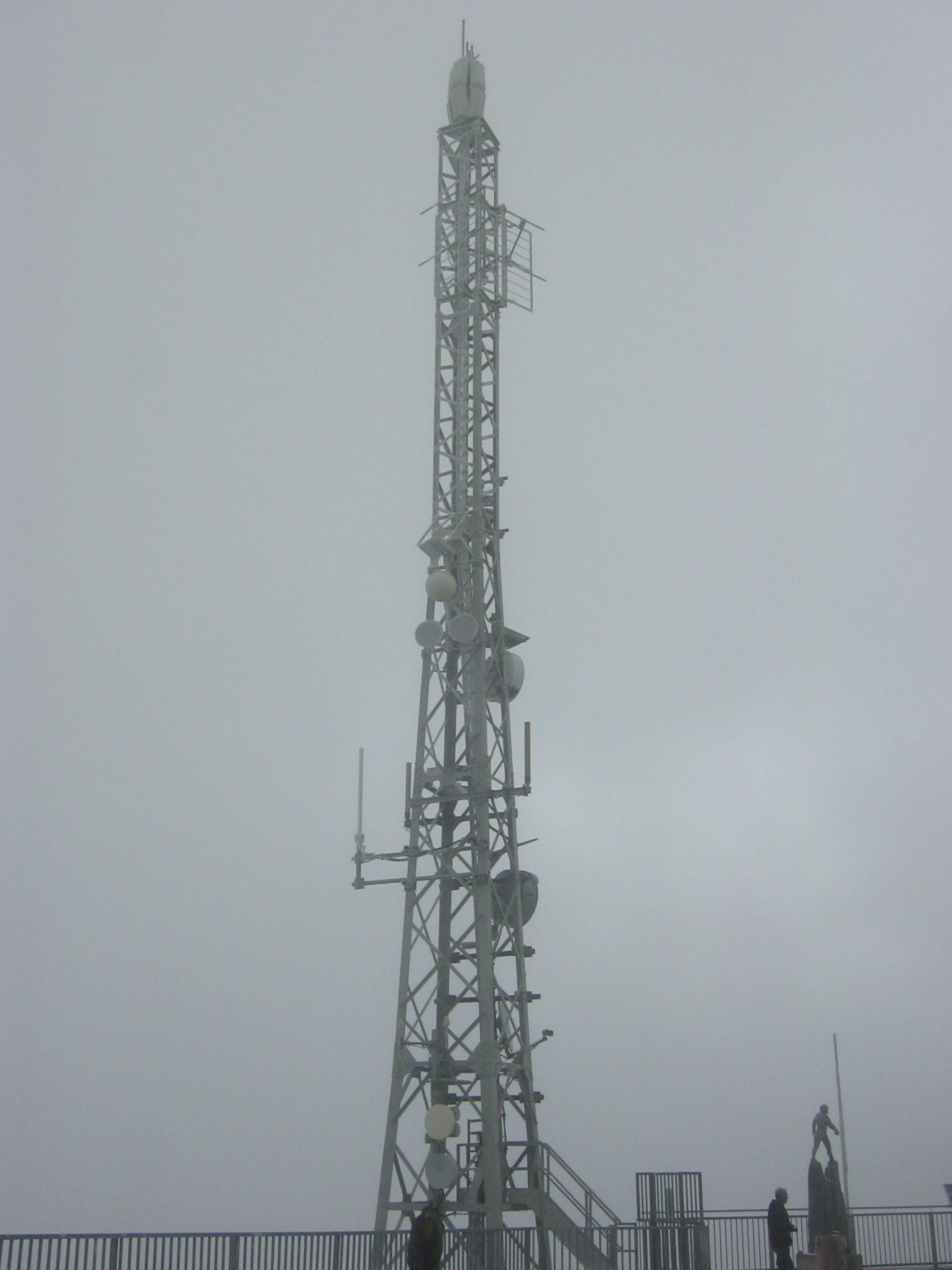
ORS-Sender Zugspitze

Der Sender Zugspitze der ORS (offizielle Bezeichnung EHRWALD 1) wurde im Jahr 1971 errichtet. Als Antennenträger dient seit 1990 ein freistehender Stahlfachwerkturm. Davor war ein kleinerer, freistehender Stahlrohrmast im Einsatz.
Der Sender dient hauptsächlich der Versorgung zahlreicher Füllsender in Nordtirol. Aufgrund der äußerst exponierten Lage auf dem höchsten Berg Deutschlands kann er jedoch auch Richtung Norden im Alpenvorland, im Allgäu und selbst auf der Schwäbischen Alb noch empfangen werden.

### Analoger Hörfunk (UKW)
In UKW werden folgende Programme ausgestrahlt:
| Frequenz (MHz) | Programm    | RDS PS    | Senderlogo | RDS PI | Regionalisierung | ERP (kW) | Antennendiagramm rund (ND)/gerichtet (D) | Polarisation horizontal (H)/vertikal (V) |
| -------------- | ----------- | --------- | ---------- | ------ | ---------------- | -------- | ---------------------------------------- | ---------------------------------------- |
| 91,6           | Ö1          | __OE_1__  |            | A201   | –                | 0,15     | D (230°–310°)                            | H                                        |
| 95,3           | Radio Tirol | ORF Tirol |            | AA0A   | Tirol            | 0,15     | D (230°–310°)                            | H                                        |
| 97,1           | Hitradio Ö3 | __OE_3__  |            | A203   | –                | 0,15     | D (230°–310°)                            | H                                        |
| 100,7          | FM4         | __FM4___  |            | A213   | –                | 0,15     | D (230°–310°)                            | H                                        |

Digitaler Hörfunk (DAB+): Es ist der Österreichische Bundesmux im Kanal 5B von der Zugspitze mit 500 Watt Leistung koordiniert, es wird jedoch noch nicht gesendet.

### Digitales Fernsehen (DVB-T2)
In DVB-T2 werden folgende Programme ausgestrahlt:
| Kanal | Frequenz (in MHz) | Multiplex                | Programme im Multiplex | ERP (in kW) | Polarisation horizontal (H) / vertikal (V) | Modulations- verfahren | FEC | Guard- intervall | Bitrate (in MBit/s) | Gleichwellennetz (SFN) |
| ----- | ----------------- | ------------------------ | --- | ----------- | ------------------------------------------ | ---------------------- | --- | ---------------- | ------------------- | --- |
| 24    | 498               | ORS-Bouquet MUX A DVB-T2 | - ORF eins (unverschlüsselt) - ORF 2 Wien (unverschlüsselt) - ORF 1 HD - ORF 2 Tirol HD - ORF 2 Vorarlberg HD - ORF 2 Kärnten HD - ORF III HD - ORF SPORT + HD | 0,8         | H                                          | QAM64                  | 2/3 | 1/16             | 27,5                | Zugspitze, Reutte (Hahnenkamm), Leutasch, Bregenz (Pfänder), Seefeld (Tirol), Innsbruck (Patscherkofel), Holzgau, Ötz (Tirol), Imst, Gries im Sellrain, Landeck, St. Leonhard im Pitztal, St. Jodok, Gries/Brenner, Mittelberg (Gundkopf), Galtür, Pfunds |
| 55    | 746               | ORS-Bouquet C Außerfern  | - Außerfern TV - Servus TV | 0,81        | V                                          | QPSK                   | 3/4 | 1/8              | 8,3                 | Reutte (Hahnenkamm), Zugspitze (bis 2021) |

### Analoges Fernsehen (PAL)
Bis zur Umstellung auf DVB-T wurden folgende Programme in analogem PAL gesendet:
| Kanal | Frequenz (MHz) | Programm    | ERP (kW) | Sendediagramm rund (ND)/ gerichtet (D) | Polarisation horizontal (H)/ vertikal (V) |
| ----- | -------------- | ----------- | -------- | -------------------------------------- | ----------------------------------------- |
| 49    | 695,25         | ORF 1       | 2        | D                                      | H                                         |
| 55    | 743,25         | ORF 2 Tirol | 2        | D                                      | H                                         |

Bis 1998 sendeten die Programme des ORF mit voller Leistung Richtung Deutschland. Auf Druck der deutschen Privatsender musste jedoch das Signal in Richtung Deutschland reduziert werden, sodass die Antennen Richtung Nord und Ost entfernt wurden. Nachdem dadurch jedoch auch in Österreich selbst kein Empfang des ORF mehr möglich war, wurde eine neue Antenne Richtung Ost aufgebaut. Auch bei DVB-T wird nur mit einer reduzierten Leistung Richtung Deutschland gesendet.

## Richtfunkstationen der Telekom Austria

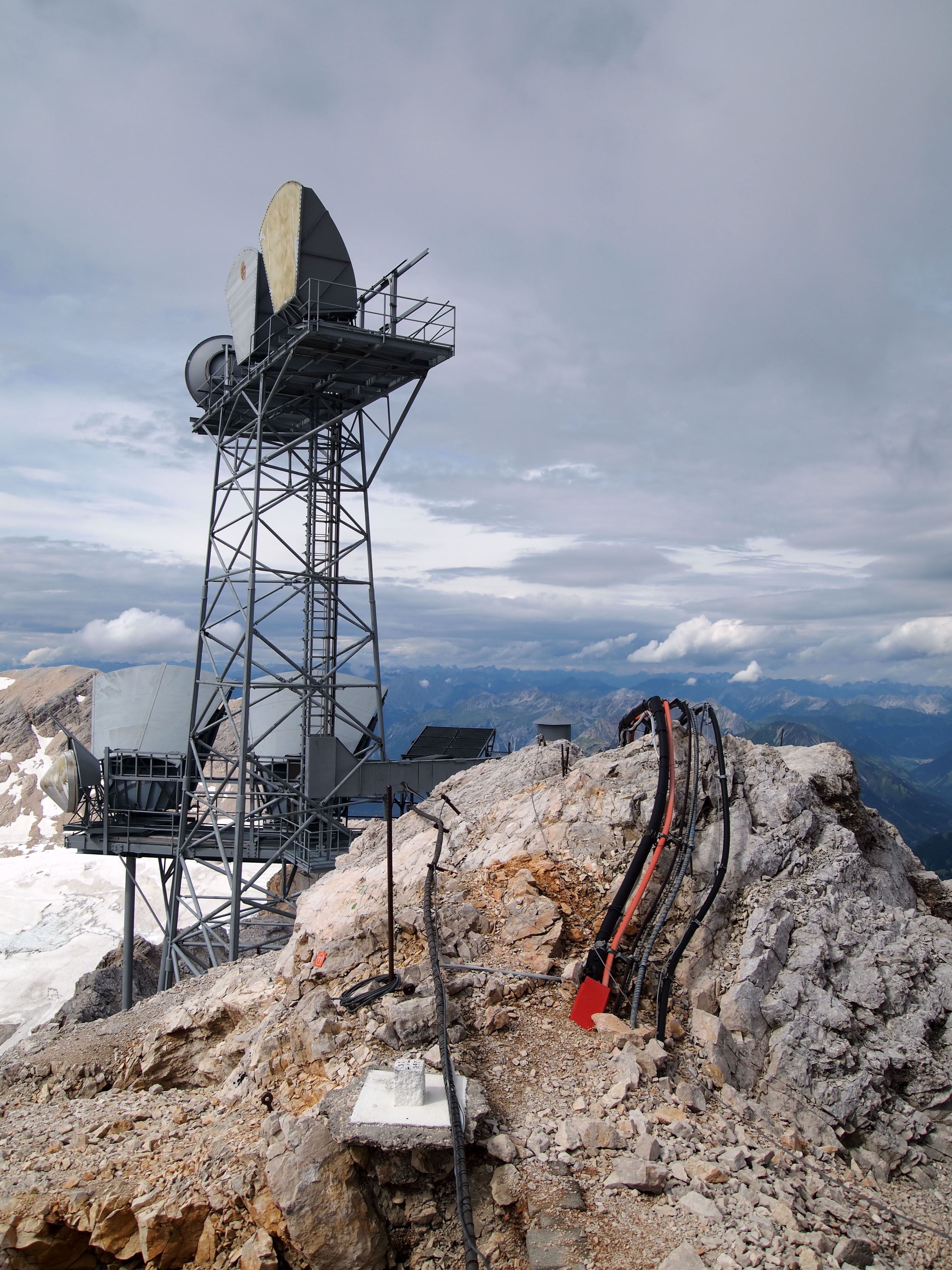
Untere Richtfunkstation auf dem Zugspitzplatt

Auf der österreichischen Seite der Zugspitze befinden sich zwei Richtfunkstationen der Telekom Austria. Die ältere Station wurde 1958 auf dem Zugspitzplatt oberhalb der ehemaligen Bergstation der Tiroler Zugspitzbahn errichtet. Sie dient noch heute der Richtfunkversorgung auf der Weststrecke mit Gegenstationen auf dem Patscherkofel und der Valluga.

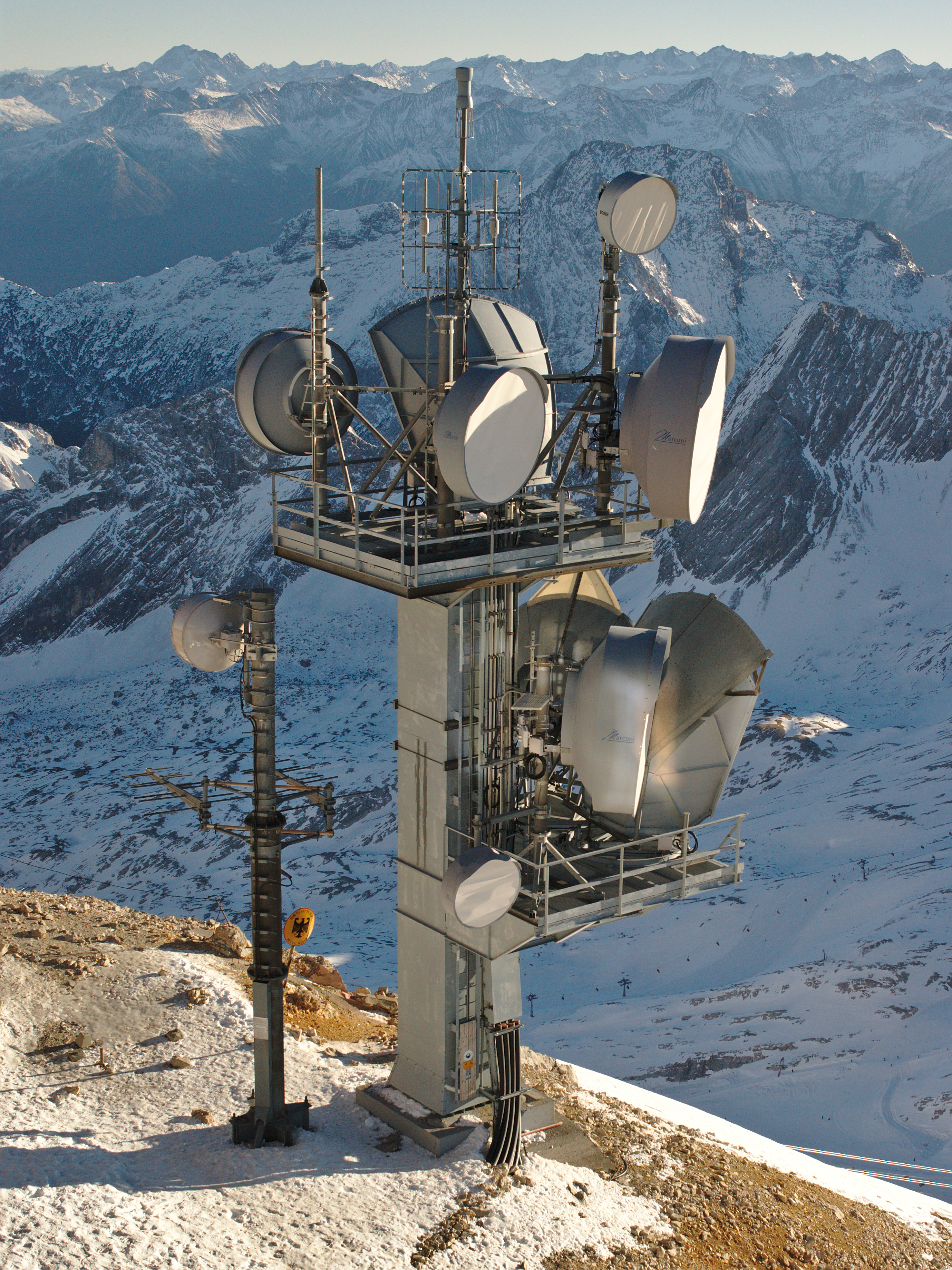
Obere Richtfunkstation auf dem Zugspitzgipfel

Weiter oben, unmittelbar an der Grenze zu Deutschland gelegen, errichtete die Telekom Austria Ende der 1970er-Jahre eine weitere Richtfunkstation für das neue Richtfunknetz Mitte. Zur Verbesserung der Ausfallsicherheit wurde diese Station inzwischen durch eine neue Richtfunkstation auf dem Sießekopf ersetzt, sodass die Richtfunkstation auf der Zugspitze nur noch als Reserve dient. In unmittelbarer Nähe finden sich, ebenfalls als Reserve, Ballempfangsantennen für die ORF-Programme.

## Richtfunkstation der Deutschen Funkturm

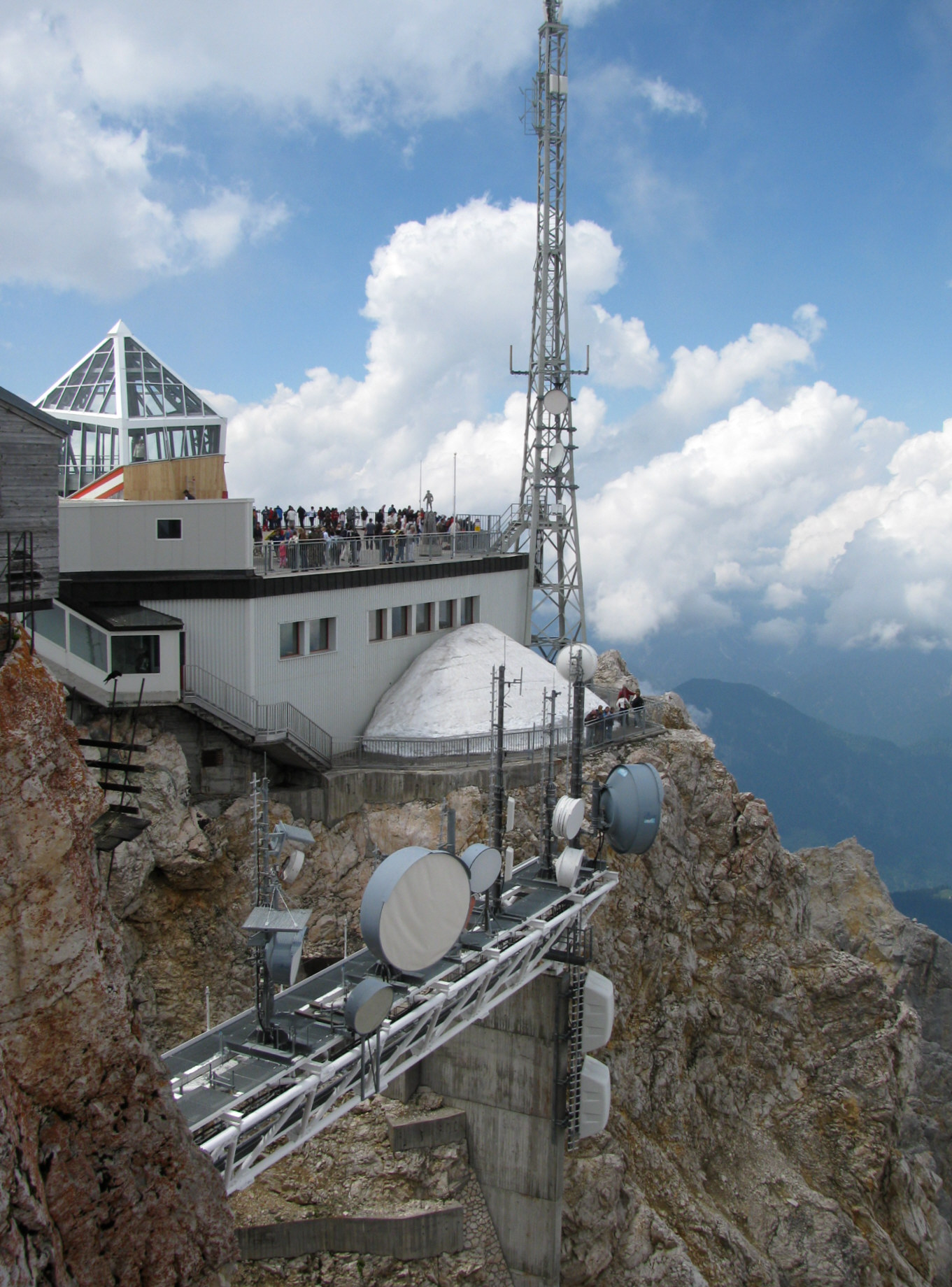
Richtfunkstation auf deutscher Seite

Auf deutscher Seite der Zugspitze befindet sich eine aufwendig in den Fels integrierte Richtfunkbühne unterhalb der Wetterwarte. Diese dient als Übergabepunkt für Richtfunkverbindungen von Deutschland nach Österreich.
Von hier wird ebenfalls das Programm Antenne Bayern ausgestrahlt, um das Alpenvorland großflächig zu versorgen. Die hier eingesetzte Frequenz war ursprünglich für den Standort München-Ismaning vorgesehen, wurde aber letztendlich auf der Zugspitze realisiert.

### Analoger Hörfunk (UKW)
| Frequenz (MHz) | Programm       | RDS PS   | RDS PI | Regionalisierung | ERP (kW) | Antennendiagramm rund (ND)/gerichtet (D) | Polarisation horizontal (H)/vertikal (V) |
| -------------- | -------------- | -------- | ------ | ---------------- | -------- | ---------------------------------------- | ---------------------------------------- |
| 102,7          | Antenne Bayern | ANTENNE_ | D318   | –                | 2        | D (20°–50°)                              | H                                        |

## Amateurfunk
Auf dem Dach der Wetterwarte befindet sich eine deutsche Amateurfunk-Relaisstation mit dem Rufzeichen DB0ZU für die Amateurfunkbänder 2 Meter, 70 Zentimeter und 23 Zentimeter
mit vertikaler Polarisation.
Auf österreichischer Seite befindet sich auf der Besucherplattform ein österreichisches ATV-Relais für das 3-Zentimeter-Band sowie ein Cross-Band-Relais (Eingabe 70cm, Ausgabe 2m) mit dem Rufzeichen OE7XZR.